# Machimus infuscatus
Machimus infuscatus är en tvåvingeart som först beskrevs av Luigi Bellardi 1861.  Machimus infuscatus ingår i släktet Machimus och familjen rovflugor. Inga underarter finns listade i Catalogue of Life.